# Obwód Sokołów Podlaski Armii Krajowej
Obwód Sokołów Podlaski AK – jednostka terytorialna Armii Krajowej o kryptonimie „Sęp”, „Proso”. Wchodziła w skład Inspektoratu Siedlce AK, Podokręgu Wschodniego Armii Krajowej.

## Obsada personalna Obwodu
Komendanci Obwodu:
- por. Aleksander Smętkowski
- kpt. Franciszek Świtalski – „Steppa”, „Socha”
- por. / mjr Jerzy Sasin – „Rosa”

Zastępcy Komendanta Obwodu:
- kpt. / mjr Franciszek Pieniak – „Przebój”
- kpt. Czesław Majewski – „Moro”

Oficer do specjalnych zadań przy Sztabie Obwodu:
- por. Lucjusz Gawryś – „Ryś”

Adiutanci Komendanta Obwodu:
- ppor. Antoni Popowski – „Zenon”
- plut. / ppor. Joachim Muklewicz – „Soplica”
- plut. / ppor. Antoni Zacierka – „Kruk”
- kpr. / ppor. Tadeusz Włodarski – „Halban”

Komendanci Kedywu:
- kpt. / mjr Franciszek Pieniak – „Przebój”
- kpt. mjr Czesław Majewski – „Mieszko”
- rtm. Jan Buraczewski – „Zych”

Zastępcy Komendanta Kedywu:
- doc. dr Kazimierz Rzeszowski – „Judym”
- rtm. Jan Buraczewski – „Zych”
- ppor. / por. Wacław Piekarski – „Jastrzębiec”